# کرنیتسه (ناحیه کلاتووی)
کرنیتسه (به چکی: Křenice) یک منطقهٔ مسکونی در جمهوری چک است که در ناحیه کلاتووی واقع شده‌است. کرنیتسه ۸٫۷۵ کیلومتر مربع مساحت و ۱۶۲ نفر جمعیت دارد و ۴۲۵ متر بالاتر از سطح دریا واقع شده‌است.